# Janolus
Genre
Janolus est un genre de gastéropodes marins appartenant à la famille des Janolidae. Il regroupe des proctonotidés aeoliformes disposant de tentacules oraux bien distincts et d'un anus medio-dorsal. Ce genre se caractérise par de grands rhinophores non rétractiles séparés par un caroncule.
Bien que les espèces du genre Janolus ressemblent beaucoup aux aéolidiens, il n'y a pas de relation avec ce sous-ordre.

## Liste d'espèces
Selon World Register of Marine Species (28 septembre 2021), on compte 19 espèces :
- Janolus anulatus Camacho-Garcia & Gosliner, 2006
- Janolus australis Bergh, 1884
- Janolus chilensis M. A. Fischer, Cervera & Ortea, 1997
- Janolus comis Er. Marcus, 1955
- Janolus costacubensis Ortea & Espinosa, 2000
- Janolus eximius M. C. Miller & Willan, 1986
- Janolus faustoi Ortea & Llera, 1988
- Janolus flavoanulatus Pola & Gosliner, 2019
- Janolus hyalinus (Alder & Hancock, 1854)
- Janolus ignis M. C. Miller & Willan, 1986
- Janolus incrustans Pola & Gosliner, 2019
- Janolus kinoi Edmunds & Carmona, 2017
- Janolus mirabilis Baba & Abe, 1970
- Janolus mokohinau M. C. Miller & Willan, 1986
- Janolus mucloc (Er. Marcus, 1958)
- Janolus rebeccae Schrödl, 1996
- Janolus savinkini Martynov & Korshunova, 2012
- Janolus toyamensis Baba & Abe, 1970
- Janolus tricellariodes Pola & Gosliner, 2019

## Galerie

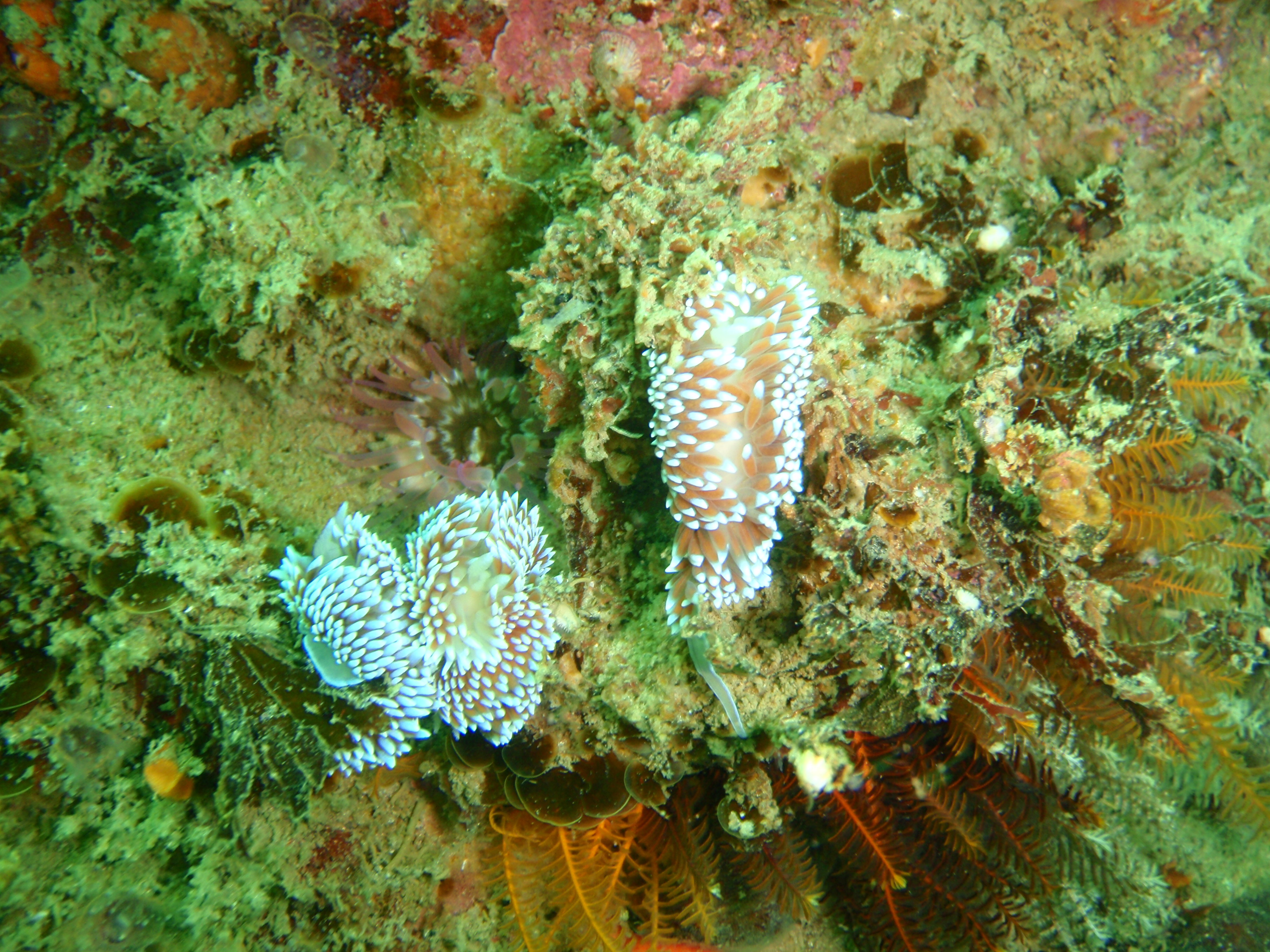
Janolus capensis
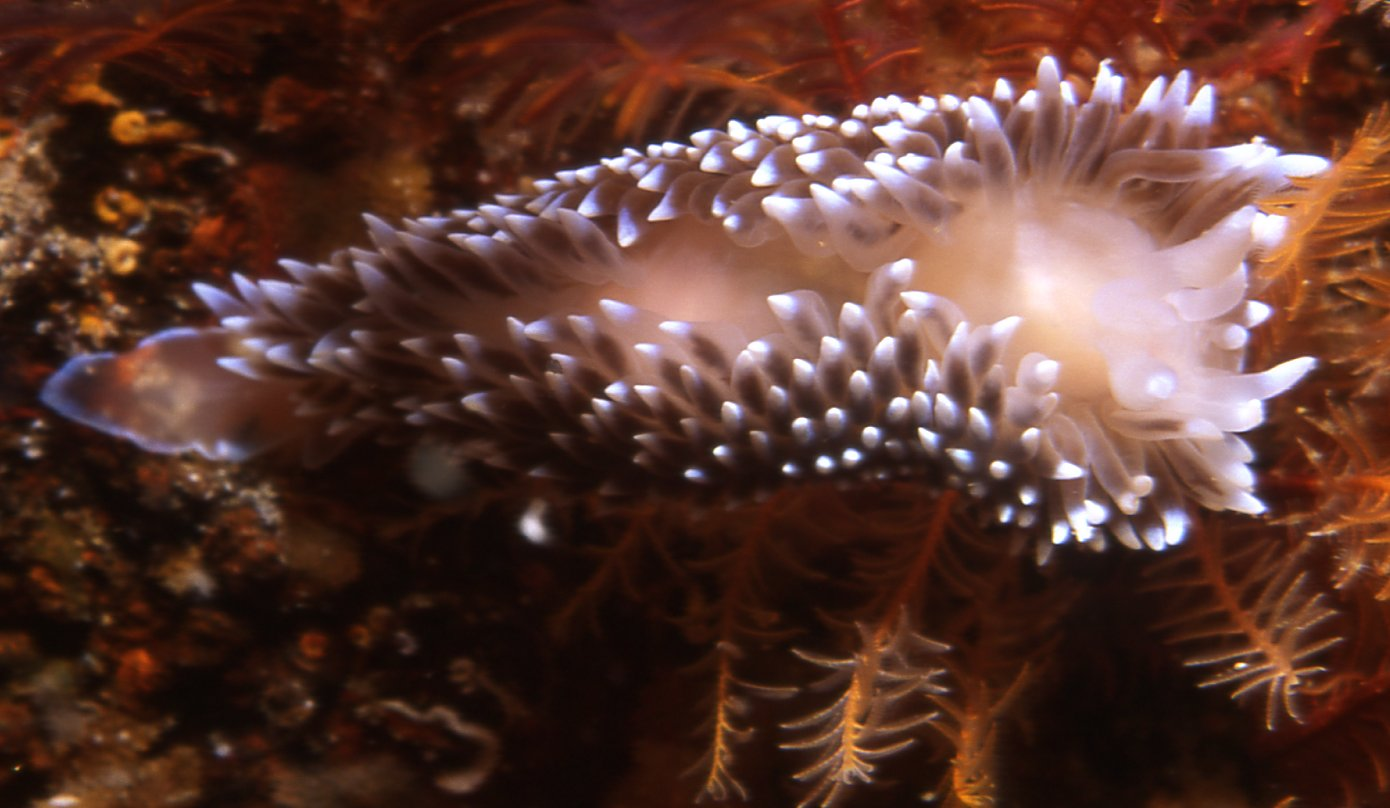
Janolus longidentatus
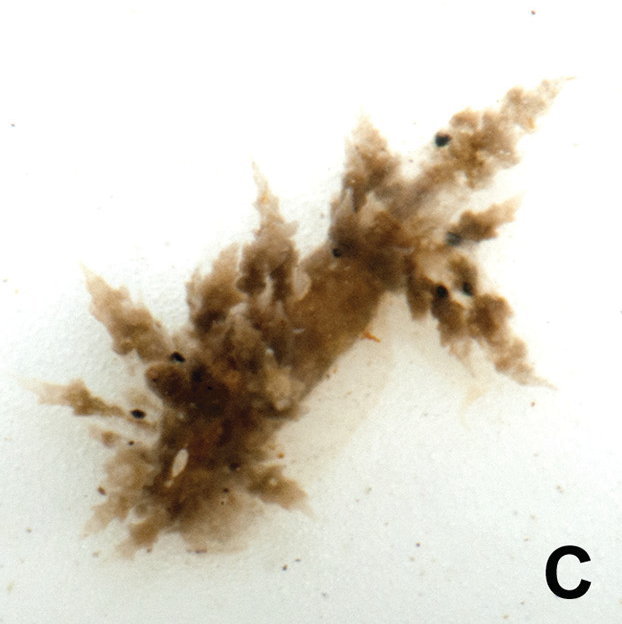
Janolus mirabilis
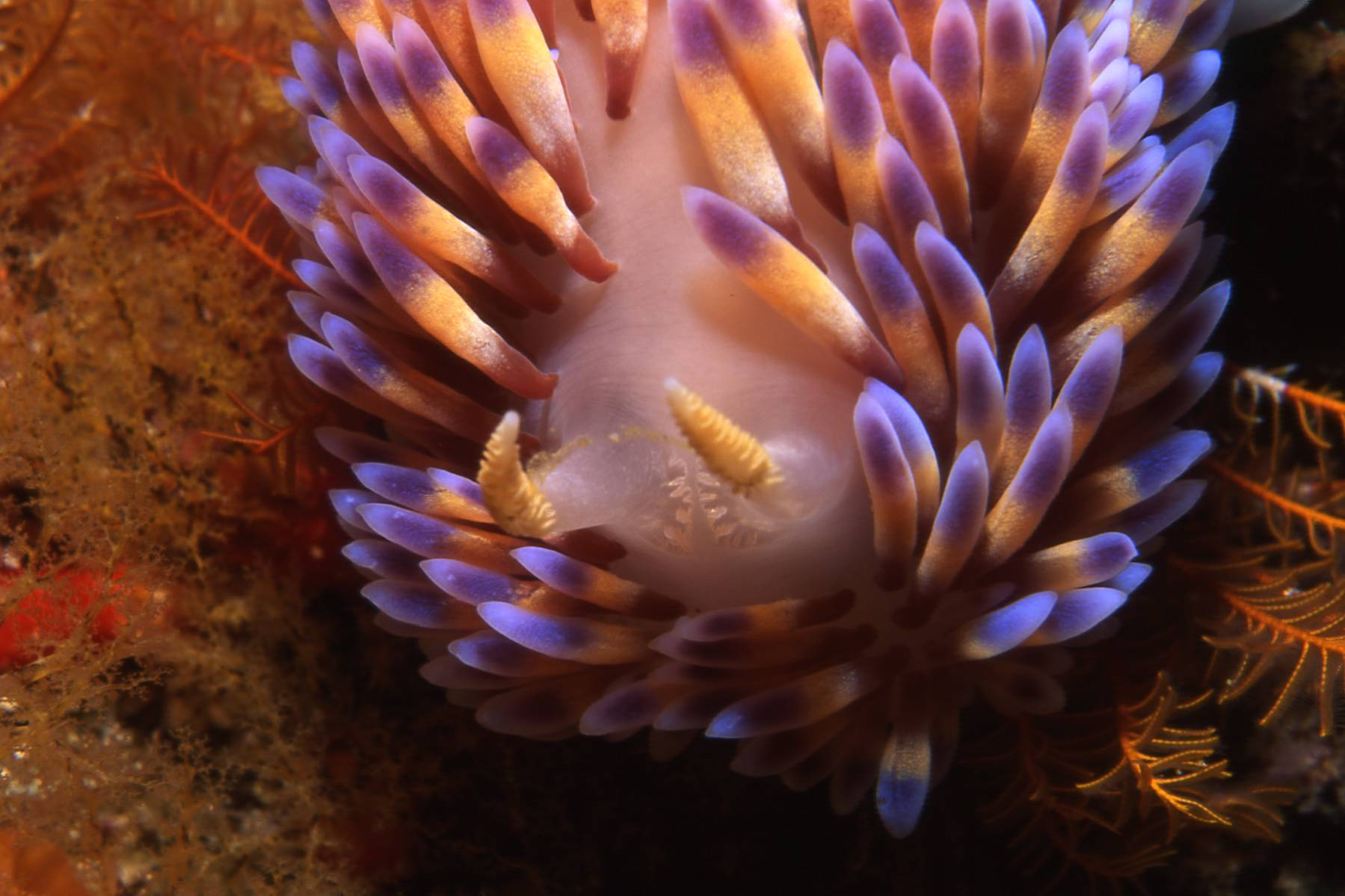
Janolus nakaza
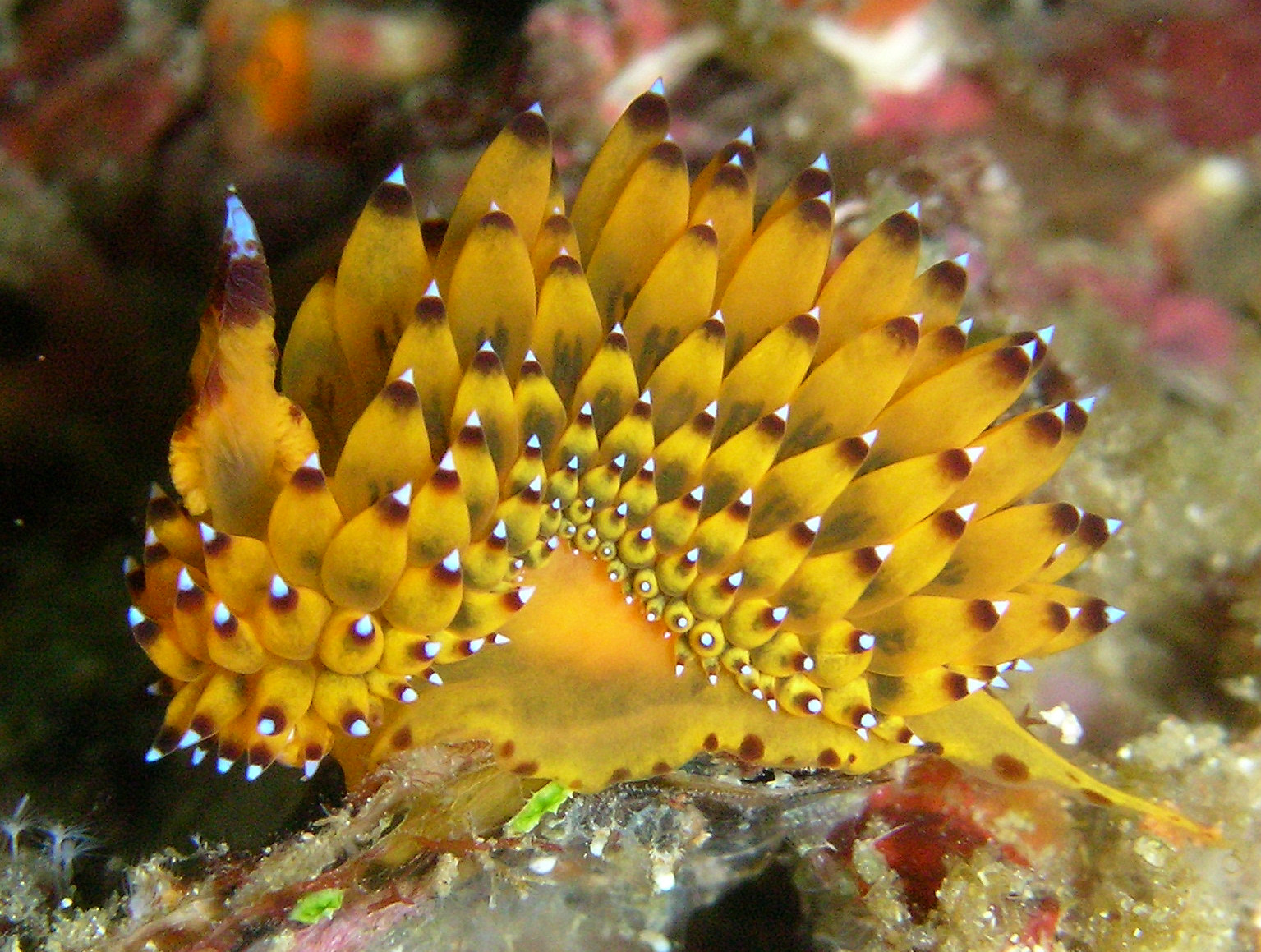
Janolus savinkini
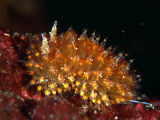
Janolus toyamensis